# 道切り

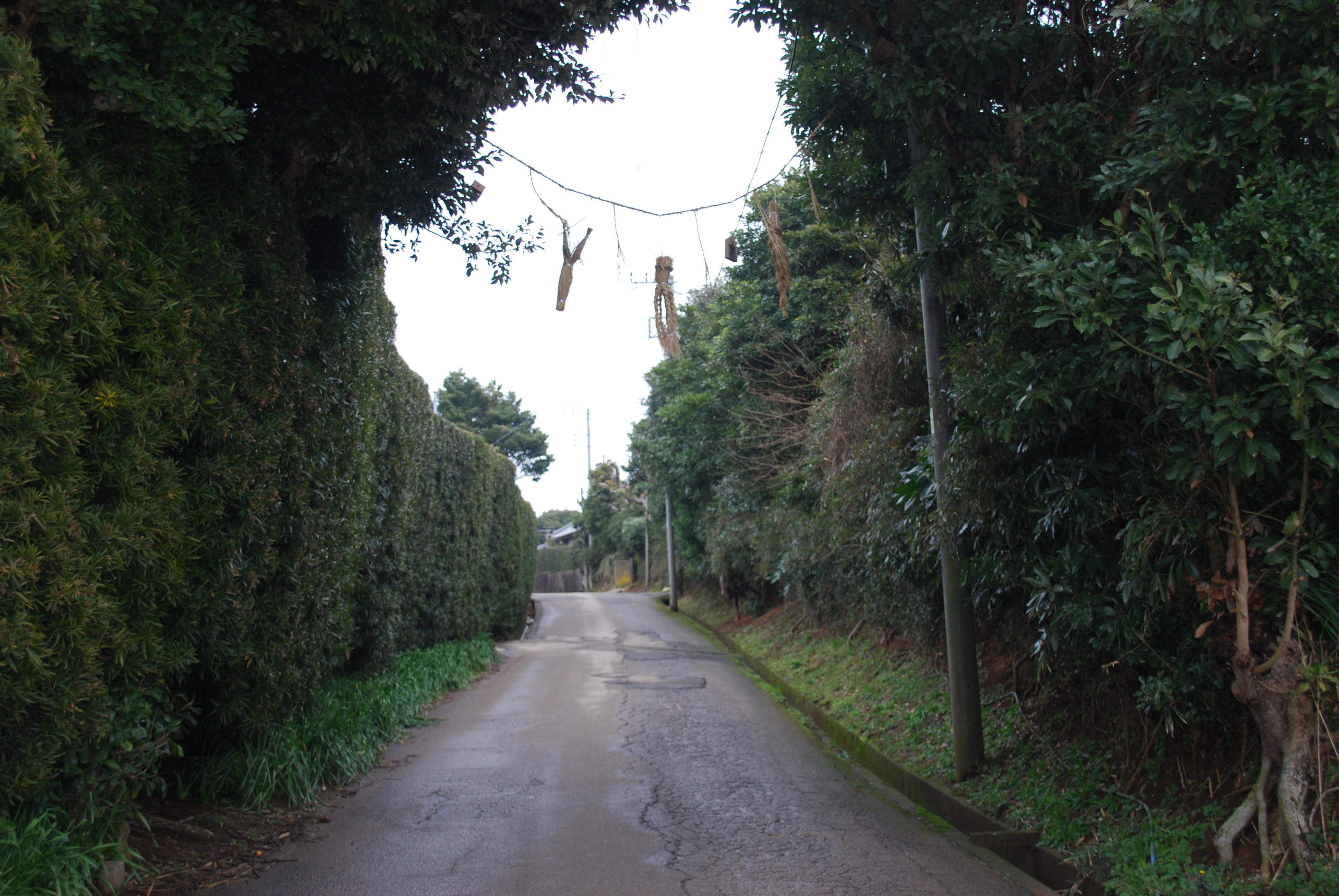
集落の入口に飾られた辻切りのしめ縄（銚子市小浜町）

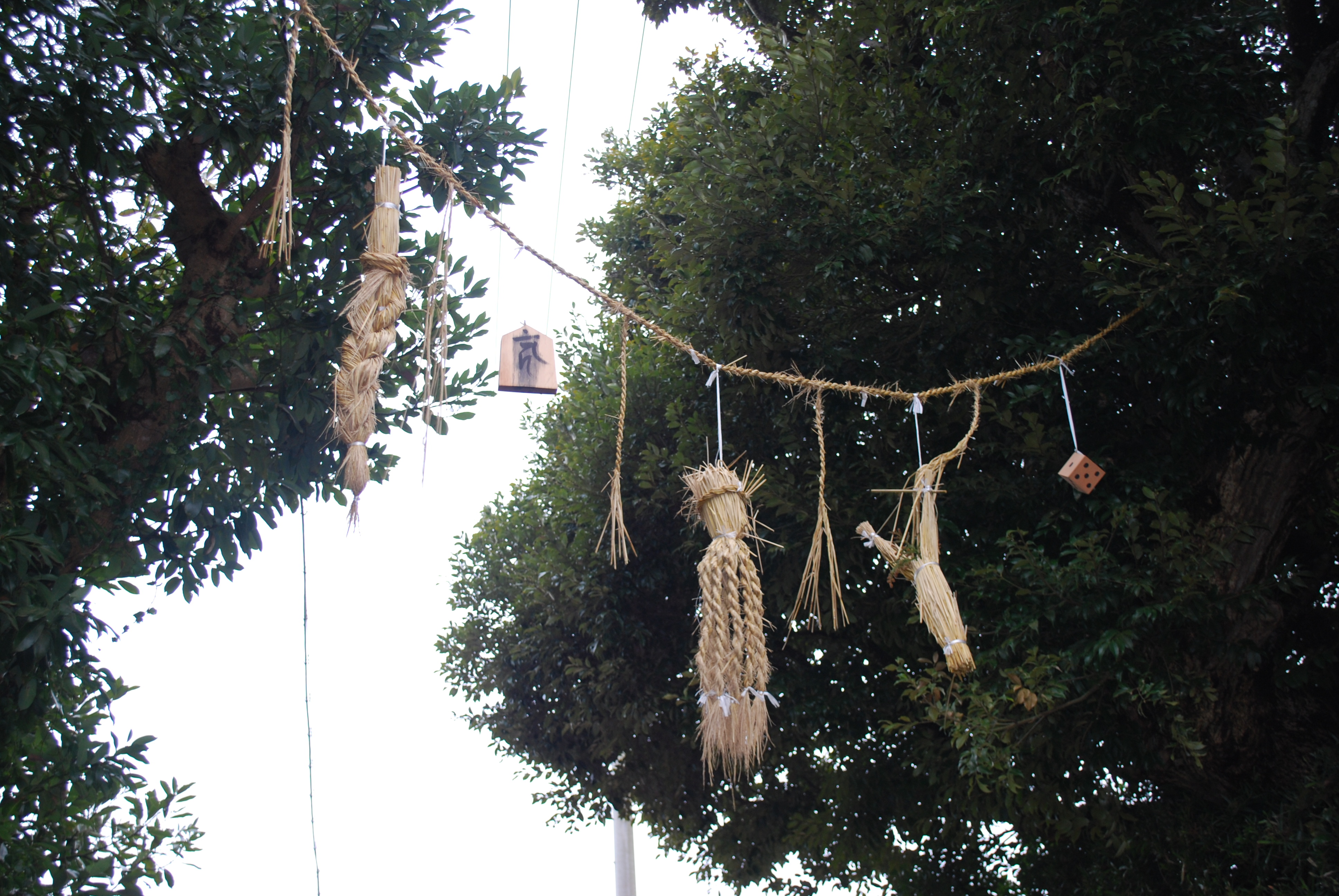
銚子市小浜町の辻切りのしめ縄の飾り。タコやサイコロなどが吊られている。

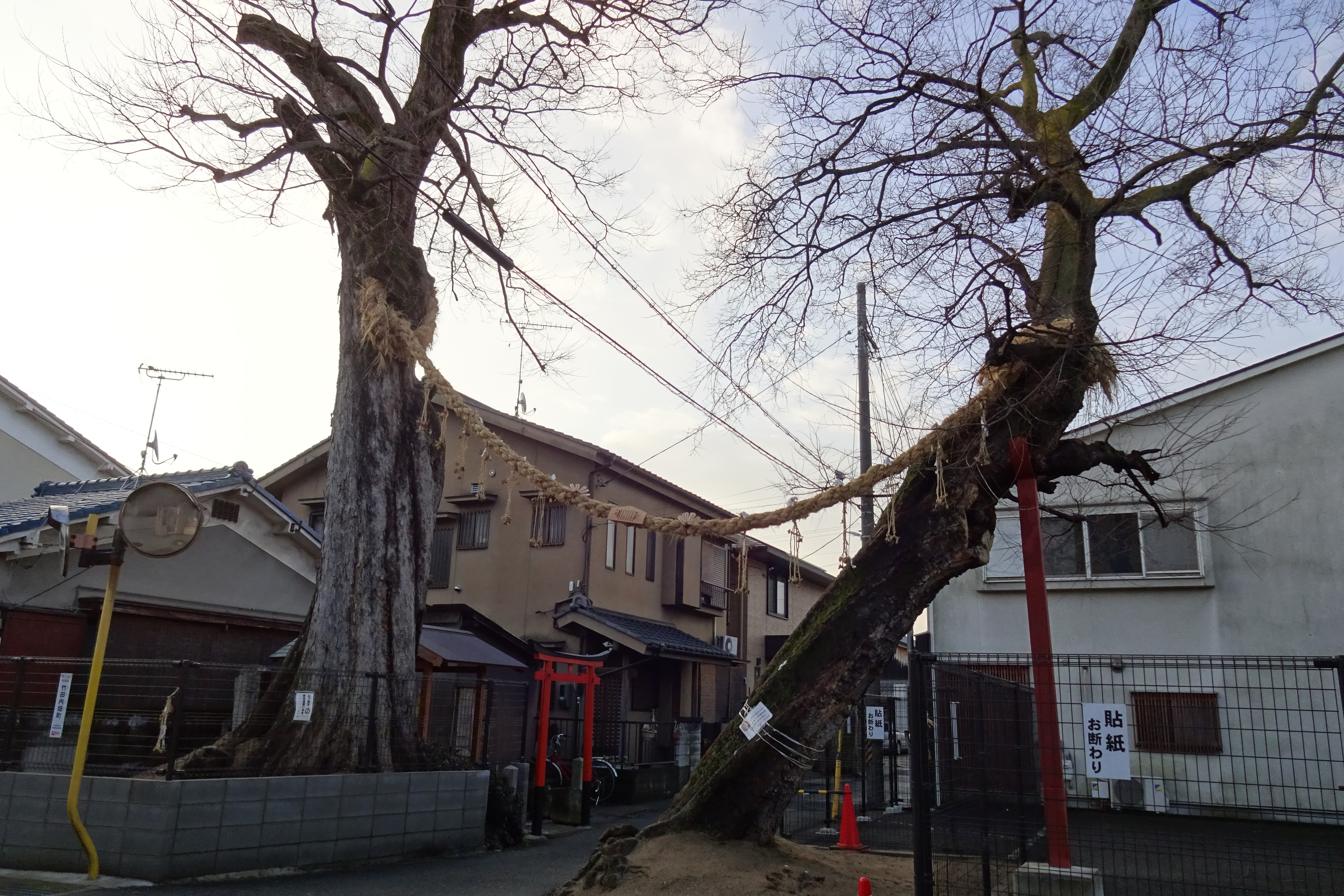
延座参座（京都市伏見区竹田内畑町）2015年3月撮影

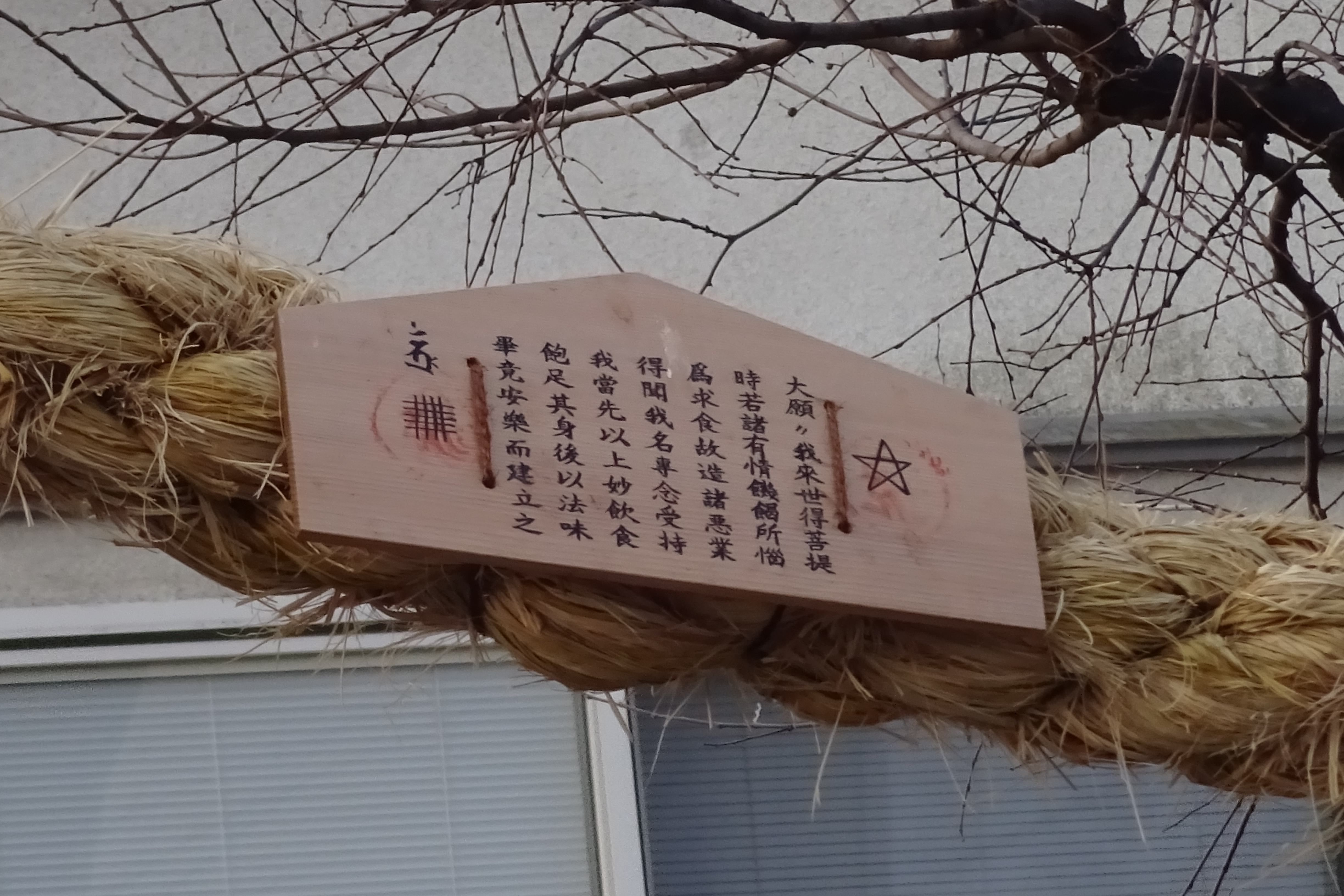
延座参座（エンザサンザ）の縄にくくりつけられている木札（京都市伏見区竹田内畑町）。祈願文とドーマンセーマンが記されている。

道切り（みちきり）とは、村（地域）の出入り口にあたる道や辻で行われる民俗習慣のひとつ。辻切り（つじぎり）とも称される。

## 概説
日本の村落においては、村と山の境界にあたる野良（ノラ）、あるいは村と村の境（サカイ）には古くから魔や疫病をはやらせる神などが出入りすると考えられていた。出入り口にあたる道には魔を防いだり、追い払うために道祖神が祀られたり、注連縄（または藁で作った蛇）を張ったり草履や草鞋を供えるなどの道切りが行われていた。
関西地方では近畿地方を中心として、村境や辻、寺社の境内などに注連縄を渡す勧請縄（かんじょうなわ）という行事が多く行われている。また、比較的都市化の進んだ千葉県北西部地域（佐倉市、市川市、船橋市、八千代市）を含む千葉県各地で、名称はさまざまだが、道切りに相当する行事が現在も行われている。形態も、百足や蛇や龍の形をした綱を境界の木に据え付けるもの、同様の綱を道に張り渡すもの、人形や魚介類（蛸や海老）を模したものや草履などを吊り下げるもの、鹿島人形やお札を立てるものなど、多様性に満ちている。